# Science-Fiction-Filme der 1960er Jahre
Die Liste der Science-Fiction-Filme der 1960er Jahre gibt einen chronologischen Überblick über Kino- und abendfüllende TV-Produktionen, die im Zeitraum von 1960 bis 1969 in diesem Genre gedreht wurden. Bei der Nutzung ist zu beachten, dass ein Großteil der aufgeführten Filme sich mit artverwandten Genres aus dem Bereich der Phantastik wie Horror und Fantasy überschneidet, aber auch Katastrophenfilm und Komödie. Die Liste erhebt keinen Anspruch auf Vollständigkeit. Die Titel entsprechen im Fall verschiedener Benennungen dem Wikipedia-Lemma, die Namen der Regisseure der im jeweiligen Film angegebenen Form.
Bei der Einsetzung neuer Titel gilt, dass Serien bzw. Serienepisoden ihren Standort auf der  Partnerseite Liste von Science-Fiction-Serien haben. Weiterhin ist es erwünscht, dass ausschließlich Titel eingestellt werden, die innerhalb der deutschen Wikipedia über eigenständige Artikel verfügen.
Die Titelauswahl entspricht den auf der Hauptseite Liste von Science-Fiction-Filmen präsentierten Ansätzen von Ronald M. Hahn und Volker Jansen (Lexikon des Science Fiction-Films) und Thomas Koebner (Filmgenres: Science Fiction). Sammelquellen wie epd Film, Filmdienst und IMDb dienen als zusätzliche Orientierungshilfe, sind den genre-basierten Fachwerken jedoch thematisch unterstellt.

## 1960
| Titel                                                     | Regie               | Produktionsland                             |
| --------------------------------------------------------- | ------------------- | ------------------------------------------- |
| Die 1000 Augen des Dr. Mabuse                             | Fritz Lang          | BR Deutschland / Frankreich / Italien       |
| Besuch auf einem kleinen Planeten                         | Norman Taurog       | Vereinigte Staaten                          |
| Conquistador de la luna                                   | Rogelio A. González | Mexiko                                      |
| Das Dorf der Verdammten Children of the Damned            | Wolf Rilla          | Vereinigtes Königreich                      |
| Herr der drei Welten The 3 Worlds of Gulliver             | Jack Sher           | Vereinigte Staaten / Vereinigtes Königreich |
| Herrin der Welt                                           | William Dieterle    | BR Deutschland / Frankreich / Italien       |
| Il Pianeta degli uomini spenti                            | Anthony Dawson      | Italien                                     |
| Kleiner Laden voller Schrecken The Little Shop of Horrors | Roger Corman        | Vereinigte Staaten                          |
| La nave de los monstruos                                  | Rogelio A. González | Mexiko                                      |
| Schlag 12 in London The Two Faces of Dr. Jekyll           | Terence Fisher      | Vereinigtes Königreich                      |
| Der schweigende Stern                                     | Kurt Maetzig        | DDR / Polen                                 |
| Ein Toter hing im Netz                                    | Fritz Böttger       | BR Deutschland                              |
| Die unheimlichen Hände des Dr. Orlak The Hands of Orlac   | Edmond T. Gréville  | Vereinigtes Königreich / Frankreich         |
| Versunkene Welt The Lost World                            | Irwin Allen         | Vereinigte Staaten                          |
| Die Zeitmaschine The Time Machine                         | George Pal          | Vereinigte Staaten                          |

## 1961
| Titel                                                             | Regie                                          | Produktionsland                             |
| ----------------------------------------------------------------- | ---------------------------------------------- | ------------------------------------------- |
| Atlantis, der verlorene Kontinent Atlantis, the Lost Continent    | George Pal                                     | Vereinigte Staaten                          |
| The Beast of Yucca Flats                                          | Coleman Francis                                | Vereinigte Staaten                          |
| Der fliegende Pauker The Absent-Minded Professor                  | Robert Stevenson                               | Vereinigte Staaten                          |
| Die geheimnisvolle Insel Mysterious Island                        | Cy Endfield                                    | Vereinigtes Königreich / Vereinigte Staaten |
| Gorgo                                                             | Eugène Lourié                                  | Vereinigtes Königreich                      |
| Die Herrin von Atlantis Antinea, l’amante della città sepolta     | Frank Borzage, Giuseppe Masini, Edgar G. Ulmer | Italien / Frankreich                        |
| I pianeti contro di noi                                           | Romano Ferrara                                 | Italien / Frankreich                        |
| Im Stahlnetz des Dr. Mabuse                                       | Harald Reinl                                   | BR Deutschland / Frankreich / Italien       |
| Konga                                                             | John Lemont                                    | Vereinigtes Königreich / Vereinigte Staaten |
| Der Mann mit dem Objektiv                                         | Frank Vogel                                    | DDR                                         |
| Mothra bedroht die Welt モスラ                                    | Ishirō Honda                                   | Japan                                       |
| Ott kosmoses                                                      | Elbert Tuganov                                 | Sowjetunion                                 |
| The Phantom Planet                                                | William Marshall                               | Vereinigte Staaten                          |
| Reptilicus                                                        | Poul Bang, Sidney W. Pink                      | Dänemark / Vereinigte Staaten               |
| Robur, der Herr der sieben Kontinente Master of the World         | William Witney                                 | Vereinigte Staaten                          |
| Der Tag, an dem die Erde Feuer fing The Day the Earth Caught Fire | Val Guest                                      | Vereinigtes Königreich                      |
| Todesstrahlen aus dem Weltall 世界大戦争                          | Shūe Matsubayashi                              | Japan                                       |
| Unternehmen Feuergürtel Voyage to the Bottom of the Sea           | Irwin Allen                                    | Vereinigte Staaten                          |
| Die X-15 startklar X-15                                           | Richard Donner                                 | Vereinigte Staaten                          |

## 1962
| Titel                                                          | Regie                                    | Produktionsland                         |
| -------------------------------------------------------------- | ---------------------------------------- | --------------------------------------- |
| Am Rande des Rollfelds La Jetée                                | Chris Marker                             | Frankreich                              |
| Der Amphibienmensch Человек-амфибия                            | Gennadi Kasanski, Wladimir Tschebotarjow | Sowjetunion                             |
| Botschafter der Angst The Manchurian Candidate                 | John Frankenheimer                       | Vereinigte Staaten                      |
| The Creation of the Humanoids                                  | Wesley E. Barry                          | Vereinigte Staaten                      |
| James Bond – 007 jagt Dr. No Dr. No                            | Terence Young                            | Vereinigtes Königreich                  |
| Journey to the Seventh Planet                                  | Sidney W. Pink                           | Dänemark / Vereinigte Staaten           |
| O 5º Poder                                                     | Alberto Pieralisi                        | Brasilien                               |
| Der Kopf, der nicht sterben durfte The Brain That Wouldn't Die | Joseph Green                             | Vereinigte Staaten                      |
| Panik im Jahre Null Panic in Year Zero!                        | Ray Milland                              | Vereinigte Staaten                      |
| Planet der Stürme Планета бурь                                 | Pawel Kluschanzew                        | Sowjetunion                             |
| Die Rückkehr des King Kong キングコング対ゴジラ                | Ishirō Honda                             | Japan                                   |
| Das Testament des Dr. Mabuse                                   | Werner Klingler                          | BR Deutschland                          |
| Ein Toter sucht seinen Mörder The Brain                        | Freddie Francis                          | Vereinigtes Königreich / BR Deutschland |
| Ufos zerstören die Erde 妖星ゴラス                             | Ishirō Honda                             | Japan                                   |
| Die unsichtbaren Krallen des Dr. Mabuse                        | Harald Reinl                             | BR Deutschland                          |

## 1963
| Titel                                                        | Regie                            | Produktionsland        |
| ------------------------------------------------------------ | -------------------------------- | ---------------------- |
| Auch die Kleinen wollen nach oben The Mouse on the Moon      | Richard Lester                   | Vereinigtes Königreich |
| Automania 2000                                               | John Halas                       | Vereinigtes Königreich |
| Begegnung im All Мечте навстречу                             | Michail Karjukow, Otar Koberidse | Sowjetunion            |
| Blumen des Schreckens The Day of the Triffids                | Steve Sekely                     | Vereinigtes Königreich |
| Clown Ferdinand und die Rakete Klaun Ferdinand a raketa      | Jindrich Polák                   | Tschechoslowakei       |
| Doctor Who                                                   | Douglas Camfield                 | Vereinigtes Königreich |
| Herr der Fliegen Lord of the Flies                           | Peter Brook                      | Vereinigtes Königreich |
| Herr Doktor, die Leiche lebt                                 | Ugo Gregoretti                   | Italien                |
| Ikarie XB 1 Ikarie XB-1                                      | Jindřich Polák                   | Tschechoslowakei       |
| Die Kinder der Verdammten                                    | Anton Leader                     | Vereinigtes Königreich |
| Der Mann mit den Röntgenaugen X: The Man with the X-ray Eyes | Roger Corman                     | Vereinigte Staaten     |
| Mein Onkel vom Mars                                          | David Alexander                  | Vereinigte Staaten     |
| Der Pauker kann’s nicht lassen Son of Flubber                | Robert Stevenson                 | Vereinigte Staaten     |
| Scotland Yard jagt Dr. Mabuse                                | Paul May                         | BR Deutschland         |
| Sie sind verdammt The Damned                                 | Joseph Losey                     | Vereinigtes Königreich |
| U 2000 – Tauchfahrt des Grauens 海底軍艦                     | Ishirō Honda                     | Japan                  |
| Der Unsichtbare                                              | Raphael Nussbaum                 | BR Deutschland         |
| Unternehmen Proxima Centauri                                 | Jörg d’Bomba                     | DDR                    |
| Der verrückte Professor The Nutty Professor                  | Jerry Lewis                      | Vereinigte Staaten     |
| Die Vögel The Birds                                          | Alfred Hitchcock                 | Vereinigte Staaten     |

## 1964
| Titel | Regie                        | Produktionsland                             |
| --- | ---------------------------- | ------------------------------------------- |
| 2071: Mutan-Bestien gegen Roboter The Time Travelers                                                                       | Ib Melchior                  | Vereinigte Staaten                          |
| Angriffsziel Moskau Fail Safe                                                                                              | Sidney Lumet                 | Vereinigte Staaten                          |
| Los astronautas | Miguel Zacarías              | Mexiko                                      |
| Der Chef wünscht keine Zeugen                                                                                              | Hans Albin, Peter Berneis    | BR Deutschland                              |
| The Creeping Terror | Vic Savage                   | Vereinigte Staaten                          |
| Dr. Seltsam oder: Wie ich lernte, die Bombe zu lieben Dr. Strangelove or: How I Learned to Stop Worrying and Love the Bomb | Stanley Kubrick              | Vereinigtes Königreich / Vereinigte Staaten |
| Die erste Fahrt zum Mond First Men in the Moon                                                                             | Nathan Juran                 | Vereinigtes Königreich                      |
| Der Fall X 701 | Bernard Knowles              | BR Deutschland                              |
| Fantomas Fantômas | André Hunebelle              | Frankreich / Italien                        |
| The Flesh Eaters | Jack Curtis                  | Vereinigte Staaten                          |
| Frankensteins Monster im Kampf gegen Ghidorah 三大怪獣 地球最大の決戦                                                      | Ishirō Honda                 | Japan                                       |
| Frankensteins Ungeheuer The Evil of Frankenstein                                                                           | Freddie Francis              | Vereinigtes Königreich                      |
| Godzilla und die Urweltraupen モスラ対ゴジラ                                                                               | Ishirō Honda                 | Japan                                       |
| Il disco volante | Tinto Brass                  | Italien                                     |
| It Happened Here | Kevin Brownlow, Andrew Mollo | Vereinigtes Königreich                      |
| James Bond 007 – Goldfinger Goldfinger                                                                                     | Guy Hamilton                 | Vereinigtes Königreich                      |
| The Last Man on Earth | Ubaldo Ragona, Sidney Salkow | Vereinigte Staaten / Italien                |
| Mission Seaview | Jus Addiss                   | Vereinigte Staaten                          |
| Notlandung im Weltraum Robinson Crusoe on Mars                                                                             | Byron Haskin                 | Vereinigte Staaten                          |
| Pyjama-Party Pajama Party                                                                                                  | Don Weis                     | Vereinigte Staaten                          |
| Santa Claus Conquers the Martians                                                                                          | Nicholas Webster             | Vereinigte Staaten                          |
| Sieben Tage im Mai Seven Days in May                                                                                       | John Frankenheimer           | Vereinigte Staaten                          |
| Die Todesstrahlen des Dr. Mabuse                                                                                           | Hugo Fregonese               | BR Deutschland / Frankreich / Italien       |
| Die Übersinnlichen Abenteuer des Merlin Jones                                                                              | Robert Stevenson             | Vereinigte Staaten                          |
| Verschollen zwischen fremden Welten                                                                                        | Don Richardson               | Vereinigte Staaten                          |
| X 3000 – Fantome gegen Gangster 宇宙大怪獣ドゴラ                                                                           | Ishirō Honda                 | Japan                                       |
| Der Zaubermantel Вольшебной халат                                                                                          | Ali-Sattar Atakischijew      | Sowjetunion                                 |

## 1965
| Titel                                                                          | Regie                               | Produktionsland                             |
| ------------------------------------------------------------------------------ | ----------------------------------- | ------------------------------------------- |
| Das 10. Opfer                                                                  | Elio Petri                          | Frankreich / Italien                        |
| Agent 077 - Heißes Pflaster Tanger                                             | Gregg G. Tallas                     | Italien / Spanien                           |
| Befehl aus dem Dunkel 怪獣大戦争                                               | Ishirō Honda                        | Japan                                       |
| Dr. Goldfoot und seine Bikini-Maschine                                         | Norman Taurog                       | Vereinigte Staaten                          |
| Dr. Who und die Daleks                                                         | Gordon Flemyng                      | Vereinigtes Königreich                      |
| Fantomas gegen Interpol Fantômas se déchaîne                                   | André Hunebelle                     | Frankreich / Italien                        |
| FBI jagt Phantom The Human Duplicators                                         | Hugo Grimaldi                       | Vereinigte Staaten                          |
| Der Fluch der Fliege                                                           | Don Sharp                           | Vereinigtes Königreich                      |
| Frankenstein – Der Schrecken mit dem Affengesicht フランケンシュタイン対地     | Ishirō Honda                        | Japan                                       |
| Frankenstein und das Raumungeheuer                                             | Robert Gaffney                      | Vereinigte Staaten                          |
| Gamera – Frankensteins Monster aus dem Eis 大怪獣ガメラ                        | Noriaki Yuasa                       | Japan                                       |
| Geheimagent Barrett greift ein                                                 | John Sturges                        | Vereinigte Staaten                          |
| Das Grauen auf Schloß Witley Die, Monster, Die! / Monster of Terror            | Daniel Haller                       | Vereinigtes Königreich / Vereinigte Staaten |
| Der Himmel brennt Le ciel sur la tête                                          | Yves Ciampi                         | Frankreich                                  |
| Ich, Dr. Fu Man Chu The Face of Fu Manchu                                      | Don Sharp                           | Vereinigtes Königreich / BR Deutschland     |
| James Bond 007 – Feuerball Thunderball                                         | Terence Young                       | Vereinigtes Königreich                      |
| Lemmy Caution gegen Alpha 60 Alphaville, une étrange aventure de Lemmy Caution | Jean-Luc Godard                     | Frankreich / Italien                        |
| Monster A-Go Go                                                                | Bill Rebane, Herschell Gordon Lewis | Vereinigte Staaten                          |
| Planet der Vampire Terrore nello spazio                                        | Mario Bava                          | Italien / Spanien                           |
| Raumschiff Alpha                                                               | Antonio Margheriti                  | Italien                                     |
| Die Reise zum prähistorischen Planeten                                         | Curtis Harrington                   | Vereinigte Staaten                          |
| Ein Riß in der Welt Crack in the World                                         | Andrew Marton                       | Vereinigte Staaten                          |
| SS-X-7 - Panik im All                                                          | Hugo Grimaldi                       | Vereinigte Staaten                          |
| Stadt im Meer City Under the Sea                                               | Jacques Tourneur                    | Vereinigtes Königreich / Vereinigte Staaten |
| Star Trek - Der Käfig                                                          | Robert Butler                       | Vereinigte Staaten                          |
| Eine Uni voller Affen                                                          | Robert Stevenson                    | Vereinigte Staaten                          |
| Village of the Giants                                                          | Bert I. Gordon                      | Vereinigte Staaten                          |
| The War Game                                                                   | Peter Watkins                       | Vereinigtes Königreich                      |
| Das zehnte Opfer La decima vittima                                             | Elio Petri                          | Italien / Frankreich                        |
| Zwischenfall im Atlantik The Bedford Incident                                  | James B. Harris                     | Vereinigtes Königreich / Vereinigte Staaten |

## 1966
| Titel                                                                                     | Regie                        | Produktionsland                         |
| ----------------------------------------------------------------------------------------- | ---------------------------- | --------------------------------------- |
| Die 13 Sklavinnen des Dr. Fu Man Chu The Brides of Fu Manchu                              | Don Sharp                    | Vereinigtes Königreich / BR Deutschland |
| Agent 505 – Todesfalle Beirut                                                             | Manfred R. Köhler            | BR Deutschland / Italien / Frankreich   |
| Batman hält die Welt in Atem Batman                                                       | Leslie H. Martinson          | Vereinigte Staaten                      |
| Cyborg 2087                                                                               | Franklin Adreon              | Vereinigte Staaten                      |
| Derek Flint schickt seine Leiche Our Man Flint                                            | Daniel Mann                  | Vereinigte Staaten                      |
| Dr. Who: Die Invasion der Daleks auf der Erde 2150 n. Chr.                                | Gordon Flemyng               | Vereinigtes Königreich                  |
| Fahrenheit 451                                                                            | François Truffaut            | Vereinigtes Königreich                  |
| Feuervögel startbereit Thunderbirds Are Go!                                               | David Lane                   | Vereinigtes Königreich                  |
| Frankenstein 70 - Das Ungeheuer mit der Feuerklaue                                        | Ian Curteis                  | Vereinigtes Königreich                  |
| Frankenstein und die Ungeheuer aus dem Meer ゴジラ・エビラ・モスラ 南海の大決闘           | Jun Fukuda                   | Japan                                   |
| Frankenstein – Zweikampf der Giganten フランケンシュタインの怪獣 サンダ対ガイラ           | Ishirō Honda                 | Japan                                   |
| Gamera gegen Barugon – Frankensteins Drache aus dem Dschungel 大怪獣決闘 ガメラ対バルゴン | Shigeo Tanaka                | Japan                                   |
| Das Geheimnis des Dr. Z                                                                   | Jesús Franco                 | Spanien / Frankreich                    |
| Gemini 13 – Todesstrahlen auf Kap Canaveral Operazione Goldman                            | Antonio Margheriti           | Italien / Spanien                       |
| Die Geschöpfe                                                                             | Agnès Varda                  | Frankreich / Schweden                   |
| Das gestohlene Luftschiff Ukradená vzducholod'                                            | Karel Zeman                  | Tschechoslowakei                        |
| Godzilla - Der Drache aus dem Dschungel                                                   | Shigeo Tanaka                | Japan                                   |
| Im Auftrag von H.A.R.M.                                                                   | Gerd Oswald                  | Vereinigtes Königreich                  |
| Insel des Schreckens Island of Terror                                                     | Terence Fisher               | Vereinigtes Königreich                  |
| Jesse James Meets Frankenstein’s Daughter                                                 | William Beaudine             | Vereinigte Staaten                      |
| Der kleine Prinz                                                                          | Konrad Wolf                  | DDR                                     |
| Der Mann, der zweimal lebte Seconds                                                       | John Frankenheimer           | Vereinigte Staaten                      |
| Das Mondkalb Way… Way Out!                                                                | Gordon Douglas               | Vereinigte Staaten                      |
| Orion-3000 – Raumfahrt des Grauens Il pianeta errante                                     | Antonio Margheriti           | Italien                                 |
| Die phantastische Reise Fantastic Voyage                                                  | Richard Fleischer            | Vereinigte Staaten                      |
| Queen of Blood                                                                            | Curtis Harrington            | Vereinigte Staaten                      |
| Raumkreuzer Hydra - Duell im All                                                          | Pietro Francisci             | Italien                                 |
| Rembrandt 7 antwortet nicht                                                               | Giancarlo Romitelli          | BR Deutschland / Italien / Spanien      |
| Der Schrecken aus der Meerestiefe                                                         | Francis D. Lyon              | Vereinigte Staaten                      |
| Der Spion, der aus dem Speiseeis kam                                                      | Mario Bava                   | Italien / Vereinigte Staaten            |
| The Time Tunnel                                                                           | Irwin Allen                  | Vereinigte Staaten                      |
| Tödliche Nebel                                                                            | Antonio Margheriti           | Italien                                 |
| Die tödlichen Bienen The Deadly Bees                                                      | Freddie Francis              | Vereinigtes Königreich                  |
| Unter Wasser rund um die Welt Around the World Under the Sea                              | Andrew Marton                | Vereinigte Staaten                      |
| UX-Bluthund - Tauchfahrt des Schreckens                                                   | Hajime Sato (= Terence Ford) | Italien / Japan / Vereinigte Staaten    |
| Verhängnisvolle Fracht The Navy vs. the Night Monsters                                    | Michael A. Hoey              | Vereinigte Staaten                      |
| Die Welt des Frauenplaneten                                                               | Arthur C. Pierce             | Vereinigte Staaten                      |
| The Wild World of Batwoman                                                                | Jerry Warren                 | Vereinigte Staaten                      |

## 1967
| Titel                                                                               | Regie                 | Produktionsland                                            |
| ----------------------------------------------------------------------------------- | --------------------- | ---------------------------------------------------------- |
| Argoman – Der phantastische Supermann Come rubare la corona d'Inghilterra           | Terence Hathaway      | Italien                                                    |
| Brennender Tod                                                                      | Terence Fisher        | Vereinigtes Königreich                                     |
| Countdown: Start zum Mond Countdown                                                 | Robert Altman         | Vereinigte Staaten                                         |
| Dämonen aus dem All La morte viene dal pianeta Aytin                                | Antonio Margheriti    | Italien                                                    |
| Die drei Supermänner räumen auf                                                     | Gianfranco Parolini   | BR Deutschland / Italien / Frankreich / Jugoslawien        |
| Ein elektronisches Labyrinth: THX 1138 4EB                                          | George Lucas          | Vereinigte Staaten                                         |
| Frankenstein schuf ein Weib Frankenstein Created Woman                              | Terence Fisher        | Vereinigtes Königreich                                     |
| Frankensteins Monster jagen Godzillas Sohn 怪獣島の決戦 ゴジラの息子                | Jun Fukuda            | Japan                                                      |
| Galerie des Grauens                                                                 | David L. Hewitt       | Vereinigte Staaten                                         |
| Gamera gegen Gaos – Frankensteins Kampf der Ungeheuer 大怪獣空中戦 ガメラ対ギャオス | Noriaki Yuasa         | Japan                                                      |
| Gappa – Frankensteins fliegende Monster 大巨獣ガッパ                                | Haruyasu Noguchi      | Japan                                                      |
| Das Geheimnis der Todesinsel                                                        | Mel Welles            | BR Deutschland / Spanien                                   |
| Godzillas Todespranke 대괴수 용가리                                                 | Ki-duk Kim            | Südkorea                                                   |
| Das grüne Blut der Dämonen Quatermass and the Pit                                   | Roy Ward Baker        | Vereinigtes Königreich                                     |
| Guila, Frankensteins Teufelsei                                                      | Kazui Nihonmatsu      | Japan                                                      |
| Herrliche Zeiten im Spessart                                                        | Kurt Hoffmann         | BR Deutschland                                             |
| Im Banne des Dr. Monserrat The Sorcerers                                            | Michael Reeves        | Vereinigtes Königreich                                     |
| Invasion von der Wega                                                               | Paul Wendkos          | Vereinigte Staaten                                         |
| James Bond 007 – Man lebt nur zweimal You Only Live Twice                           | Lewis Gilbert         | Vereinigtes Königreich                                     |
| Die Karate Killer The Karate Killers                                                | Barry Shear           | Vereinigte Staaten                                         |
| King Kong – Frankensteins Sohn キングコングの逆襲                                   | Ishirō Honda          | Japan / Vereinigte Staaten                                 |
| Mike Morris jagt Agenten in die Hölle                                               | Gianfranco Baldanello | Italien / Spanien                                          |
| Nummer 6                                                                            | Robert Asher          | Vereinigtes Königreich                                     |
| Perry Rhodan – SOS aus dem Weltall …4 …3 …2 …1 …morte                               | Primo Zeglio          | Italien / BR Deutschland / Spanien                         |
| Privileg Privilege                                                                  | Peter Watkins         | Vereinigtes Königreich                                     |
| Reise ins Zentrum der Zeit                                                          | David L. Hewitt       | Vereinigte Staaten                                         |
| Santo, el Enmascarado de Plata vs. la invasión de los marcianos                     | Alfredo B. Crevenna   | Mexiko                                                     |
| Sie kamen von jenseits des Weltraums                                                | Freddie Francis       | Vereinigtes Königreich                                     |
| Sumuru – Die Tochter des Satans The Million Eyes of Sumuru                          | Lindsay Shonteff      | Vereinigtes Königreich                                     |
| Der Tag, an dem die Fische kamen The Day the Fish Came Out                          | Michael Cacoyannis    | Vereinigte Staaten / Vereinigtes Königreich / Griechenland |
| Tolldreiste Kerle in rasselnden Raketen Jules Verne’s Rocket to the Moon            | Don Sharp             | Vereinigtes Königreich                                     |
| Der Unsichtbare schlägt zu                                                          | Mino Loy              | Italien / Frankreich                                       |
| Weekend Week End                                                                    | Jean-Luc Godard       | Frankreich / Italien                                       |

## 1968
| Titel                                                                              | Regie                                | Produktionsland                             |
| ---------------------------------------------------------------------------------- | ------------------------------------ | ------------------------------------------- |
| 2001: Odyssee im Weltraum 2001: A Space Odyssey                                    | Stanley Kubrick                      | Vereinigte Staaten / Vereinigtes Königreich |
| Astro-Zombies – Roboter des Grauens The Astro-Zombies                              | Ted V. Mikels                        | Vereinigte Staaten                          |
| The Bamboo Saucer                                                                  | Frank Telford                        | Vereinigte Staaten                          |
| Barbarella                                                                         | Roger Vadim                          | Frankreich / Italien                        |
| Bestien lauern vor Caracas The Lost Continent                                      | Michael Carreras                     | Vereinigtes Königreich                      |
| Das Blutbiest The Blood Beast Terror                                               | Vernon Sewell                        | Vereinigtes Königreich                      |
| Candy                                                                              | Christian Marquand                   | Italien / Frankreich / Vereinigte Staaten   |
| Charly                                                                             | Ralph Nelson                         | Vereinigte Staaten                          |
| Countdown: Start zum Mond                                                          | Robert Altman                        | Vereinigte Staaten                          |
| Draculas Tochter und Professor Satanas La mujer murciélago                         | René Cardona sr.                     | Mexiko                                      |
| Endstation Mars                                                                    | Nicholas Webster                     | Vereinigte Staaten                          |
| Evarella '68                                                                       | Werner Grassmann                     | BR Deutschland                              |
| Fenomenal und der Schatz von Tutanchamun                                           | Ruggero Deodato                      | Italien                                     |
| Folter                                                                             | Jack Hill                            | Mexiko / Vereinigte Staaten                 |
| Frankenstein und die Monster aus dem All 怪獣総進撃                                | Ishirō Honda                         | Japan                                       |
| Gamera gegen Viras - Frankensteins Weltraummonster greift an                       | Noriaki Yuasa                        | Japan                                       |
| Genocide - Die Killerbienen greifen an                                             | Norman Cooper                        | Japan                                       |
| Die Geschichte des Dr. Jekyll & Mr. Hyde The Strange Case of Dr. Jekyll & Mr. Hyde | Charles Jarrott                      | Vereinigte Staaten / Kanada                 |
| Goké - Vampir aus dem Weltall                                                      | Hajime Sato                          | Japan                                       |
| Ich liebe dich, ich liebe dich Je t’aime, je t’aime                                | Alain Resnais                        | Frankreich                                  |
| Mars braucht Frauen                                                                | Larry Buchanan                       | Vereinigte Staaten                          |
| Monster aus dem All                                                                | Kinji Fukasaku                       | Japan / Vereinigte Staaten                  |
| Die Nacht der lebenden Toten Night of the Living Dead                              | George A. Romero                     | Vereinigte Staaten                          |
| Nackt unter Affen                                                                  | Roberto Mauri                        | Italien                                     |
| Organitäten                                                                        | Andrzej Wajda                        | Polen                                       |
| Planet der Affen Planet of the Apes                                                | Franklin J. Schaffner                | Vereinigte Staaten                          |
| Planet der Giganten                                                                | Irwin Allen                          | Vereinigte Staaten                          |
| Die Sechs Verdächtigen                                                             | Byron Haskin                         | Vereinigte Staaten                          |
| Die Seltsame Geschichte von Dr. Jekyll und Mr. Hyde                                | Charles Jarrott                      | Kanada / Vereinigte Staaten                 |
| Solaris Солярис                                                                    | Boris Nirenburg, Lidija Ischimbajewa | Sowjetunion                                 |
| Stunde des Skorpions                                                               | Horst Zaeske                         | DDR                                         |
| Swiss Made 2069                                                                    | Fredi M. Murer, HR Giger             | Schweiz                                     |
| They Saved Hitler's Brain                                                          | David Bradley                        | Vereinigte Staaten                          |
| VIP – Mein Bruder, der Supermann Vip, mio fratello superuomo                       | Bruno Bozzetto                       | Italien                                     |
| Wild in den Straßen Wild in the Streets                                            | Barry Shear                          | Vereinigte Staaten                          |

## 1969
| Titel                                                                           | Regie                | Produktionsland                             |
| ------------------------------------------------------------------------------- | -------------------- | ------------------------------------------- |
| Alien Invasion                                                                  | Gerry Levy           | Vereinigtes Königreich                      |
| Banditen auf dem Mond Moon Zero Two                                             | Roy Ward Baker       | Vereinigtes Königreich                      |
| Danach                                                                          | Richard Lester       | Vereinigtes Königreich                      |
| Erotische Gelüste                                                               | Ronald Víctor García | Vereinigte Staaten                          |
| Die Folterkammer des Dr. Fu Man Chu                                             | Jess Franco          | BR Deutschland / Spanien / Italien          |
| Frankenstein muß sterben Frankenstein Must Be Destroyed                         | Terence Fisher       | Vereinigtes Königreich                      |
| Gamera gegen Guiron - Frankensteins Monsterkampf im Weltall                     | Noriaki Yuasa        | Japan                                       |
| Der gefährlichste Mann der Welt The Chairman                                    | J. Lee Thompson      | Vereinigtes Königreich / Vereinigte Staaten |
| Godzilla – Attack All Monsters ゴジラ・ミニラ・ガバラ オール怪獣大進撃          | Ishirō Honda         | Japan                                       |
| Gwangis Rache The Valley of Gwangi                                              | James O’Connolly     | Vereinigte Staaten                          |
| Höhle des Grauens                                                               | Larry Buchanan       | Vereinigte Staaten                          |
| James Bond 007 – Im Geheimdienst Ihrer Majestät On Her Majesty’s Secret Service | Peter R. Hunt        | Vereinigtes Königreich                      |
| Kapitän Nemo Captain Nemo and the Underwater City                               | James Hill           | Vereinigtes Königreich                      |
| Onkel Paul, die große Pflaume Hibernatus                                        | Édouard Molinaro     | Frankreich / Italien                        |
| Pornografie in Fesseln                                                          | Sam Kopetsky         | Vereinigte Staaten                          |
| Die sieben Männer der Sumuru                                                    | Jess Franco          | BR Deutschland / Spanien                    |
| Stereo                                                                          | David Cronenberg     | Kanada                                      |
| Superhirn in Tennisschuhen The Computer Wore Tennis Shoes                       | Robert Butler        | Vereinigte Staaten                          |
| Der Tätowierte                                                                  | Jack Smight          | Vereinigte Staaten                          |
| U 4000 – Panik unter dem Ozean 緯度0ゼロ大作戦                                  | Ishirō Honda         | Japan                                       |
| Unfall im Weltraum Doppelgänger                                                 | Robert Parrish       | Vereinigtes Königreich                      |
| Das Ungeheuer                                                                   | Freddie Francis      | Vereinigtes Königreich                      |
| Verschollen im Weltraum Marooned                                                | John Sturges         | Vereinigte Staaten                          |